# Free Gaza Movement

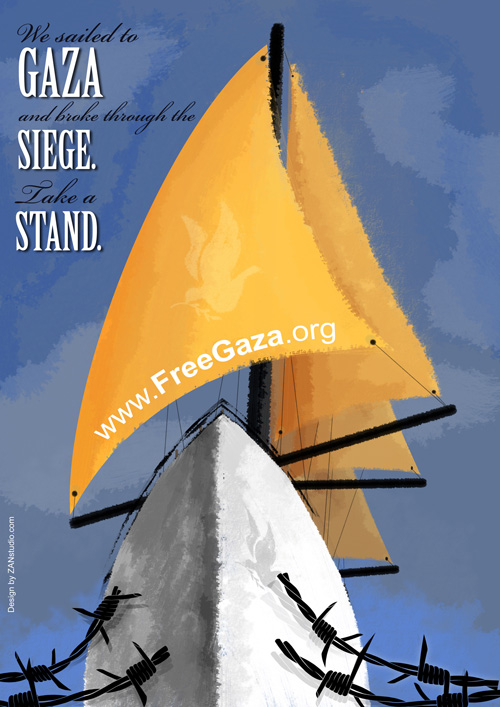
Logo

Free Gaza Movement är en koalition av propalestinska organisationer och aktivister med syftet att synliggöra Israels blockad av Gazaremsan som inleddes 2007.
Free Gaza Movement har organiserat ett antal båtfärder mot Gaza sedan 2008, senast den uppmärksammade Gazakonvojen 2010, även kallad Freedom Flotilla där den svenska organisationen Ship to Gaza ingick, och även Ship to Gaza Grekland, The European Campaign to End the Siege of Gaza, Humanitarian Relief Foundation, Free Gaza, Palestinian International Campaign for ending the siege, Barco Gaza och Insani Yardim Vakfi (IHH) År 2012 deltog inte organisationen i någon konvoj.
Organisationen har vid upprepade tillfällen spridit antisemitiska budskap i sociala medier. Detta ledde till att författaren Naomi Klein lämnade organisationens styrelse.
Free Gaza Movement har dominerats och finansierats i hög utsträckning av Insami Yardim Vakfi (IHH). Det var genom IHH som Free Gaza Movement hade råd att köpa större fartyg, bland annat passagerarfärjan ”Mavi Marmara” för cirka 15 miljoner kronor (plus förnödenheter till Gaza för över 80 miljoner). Pengarna till IHH kom huvudsakligen från religiösa affärsmän i Turkiet, sannolikt också från rika stiftelser i Saudiarabien.